# Galina Prozuménsxikova
Galina Prozuménsxikova (en rus: Галина Николаевна Прозуменщикова), Galina Prozuménsxikova-Stepànova o Galina Stepànova (Sebastòpol, Unió Soviètica 26 de novembre de 1948 - Moscou, Rússia 19 de juliol de 2015) fou una nedadora soviètica que destacà entre les dècades del 1960 i del 1970.

## Biografia
Va néixer el 26 de novembre de 1948 a la ciutat de Sebastòpol, població situada a la província de Crimea, que en aquells moments formava part de la Unió Soviètica i avui en dia a Ucraïna.

## Carrera esportiva
Va participar, als 15 anys, en els Jocs Olímpics d'Estiu de 1964 realitzats a Tòquio (Japó), on va aconseguir guanyar la medalla d'or en la prova dels 200 metres braça. En els Jocs Olímpics d'Estiu de 1968 celebrats a Ciutat de Mèxic (Mèxic) va guanyar la medalla de plata en la prova dels 100 metres braça i la medalla de bronze en els 200 metres braça. En els Jocs Olímpics d'Estiu de 1972 realitzats a Múnic (Alemanya Occidental) va aconseguir revalidar la medalla de plata en els 100 metres braça i la medalla de bronze en la prova dels 200 metres, així com finalitzar quarta en la prova dels relleus 4x100 metres estils, aconseguint així un diploma olímpic.
Al llarg de la seva carrera ha guanyat 5 medalles en el Campionat d'Europa de natació, destacant entre elles tres medalles d'or.